# Club Nintendo Magazine
Club Nintendo Magazine var en Nintendo-tidning på svenska som gav ut 4-8 nummer per år av Club Nintendo. Den innehöll bland annat spelnyheter, spelrecensioner, reportage och läsarsidor. En gång om året anordnades även Club Nintendo Awards och Nintendo-SM av Club Nintendo. Tidningen lades ner på grund av för få prenumeranter.

## Historik
Första numret av tidningen under titeln Club Nintendo Magazine kom ut i början av 1999. Innan dess hade tidningen hetat Club Nintendo. I december 2006 kom nr 43 ut, vilket blev det sista numret.

### Utgivning
Utgivningen var i början 4 per år, ökade sedan till 6 per år för att sedan minska till 4 igen. Från och med juni/juli 2005 minskades antalet sidor per nummer för att det istället skulle komma fler tidningar per år. På framsidan till den tidningen stod det "Nu tio nummer per år" men det blev aldrig så och året därpå lades tidningen ned.
- 1999: 1, 2, 3, 4
- 2000: 1, 2, 3, 4
- 2001: 1, 2, 3, 4, 5, 6
- 2002: 1, 2, 3, 4, 5, 6
- 2003: 1, 2/3, 4, 5/6
- 2004: 1, 2, 3, 4
- 2005: 1, Juni/Juli, Augusti, September, Oktober, November, December
- 2006: 36 (Jan/Feb/Mar), 37 (Apr), 38 (Maj), 39 (Jun/Jul), 40 (Aug), 42 (Sep), 42 (Okt), 43 (Nov/Dec)

Totalt utgivning: 43 volymer, eller 50 nummer om man räknar dubbel-/trippelnummer som flera.